# Turdoides rubiginosa
Turdoides rubiginosa là một loài chim trong họ Leiothrichidae.